# Ral·li Dakar 2012
L'edició de 2012 del Ral·li Dakar fou la 33a d'aquesta prova, organitzada per l'Amaury Sport Organisation. Es disputà entre l'1 i el 15 de gener, i per quarta vegada a Amèrica del Sud, després de la cancel·lació de l'edició del 2008 a Àfrica per amenaces terroristes. El ral·li travessava els països de l'Argentina, Xile, i per primera vegada en aquesta edició, arribarà fins a Perú.
El 9 de gener de 2011, la premsa peruana va anunciar que a Perú s'hi farien les últimes etapes del Ral·li Dakar 2012, i que a Lima, la capital peruana, s'hi faria la cerimònia de premis. L'anunci oficial va ser el 18 de febrer a París. També es va publicar un mapa que mostrava aquestes tres etapes finals.

## Participants
En aquesta edició del Dakar, hi va haver 465 inscripcions abans de la data límit: 171 cotxes, 185 motos, 33 quads i 76 camions. Després d'estar allotjats a la Base Naval Mar del Plata de l'Armada Argentina, les unitats van efectuar una sortida simbòlica, la qual va tenir lloc en una rampa situada a la rambla del casino de la ciutat turística. La llista oficial, després de la fase de verificacions tècniques administratives, va donar un total de 443 vehicles participants; 178 motos, 30 quads, 161 cotxes i 74 camions.
Entre altres dades del ral·li, hi ha cinquanta nacions del món representades a la carrera; 190 països reben retransmissions televisives del Dakar durant tots els dies de la competició, amb una audiència d'1,5 milions d'espectadors; i el nombre de competidors inscrits —com a pilots, copilots i mecànics— arriba als 742; dels quals onze són dones.

### Absències
A la competició no hi participa el pilot espanyol Carlos Sainz, campió del 2010, perquè el seu equip es va retirar del ral·li; així com els russos Vladímir Txagin, set vegades guanyador de la categoria de camions, i Firdaus Kibarov, en dues ocasions guanyador de la mateixa categoria. Altres absències inclouen les del pilot de cotxes americà Mike Miller (segon el 2009, i tercer el 2010); i el francès David Frétigné en motocicletes (tercer el 2009, cinquè el 2010).

## Accidents fatals
Cap al final de la primera etapa, el motociclista Jorge Andrés Martínez Boero va morir després d'un accident. Va ser la 21a mort d'un competidor en la història del ral·li.
Durant la segona etapa, un avió que tripulaven un pare i el seu fill que miraven la cursa es va estavellar. Tots dos van morir.